# Quai de la Ribuée
Le quai de la Ribuée est un quai sur la rive gauche de la Meuse dans la ville de Liège. C'est une des artères où se déroule le marché dominical de la Batte.

## Odonymie
Bouwaye en wallon signifie « lessive » et ribouwèye la « quantité de linge lavée en une séance ». C'était un endroit où, jadis, les Liégeoises lavaient leurs vêtements et leur linge de maison.

## Situation
Le quai de la Ribuée est un des quais les plus courts de la ville. Il a une longueur d'environ 72 m. Il suit la rive gauche de la Meuse. Sur la rive opposée, se trouve le quai des Tanneurs.

## Description
Il s'agit d'une voie rapide comprenant 2 bandes de circulation automobile en direction de Herstal et une bande en direction du quai Sur-Meuse. Ce quai est un tronçon de la route nationale 671 Liège-Herstal-Riemst. 

## Voiries adjacentes
Du quai Sur-Meuse au quai de la Goffe :
- escalier vers la rue Pied Pont des arches.